# Maksymilian Sznepf

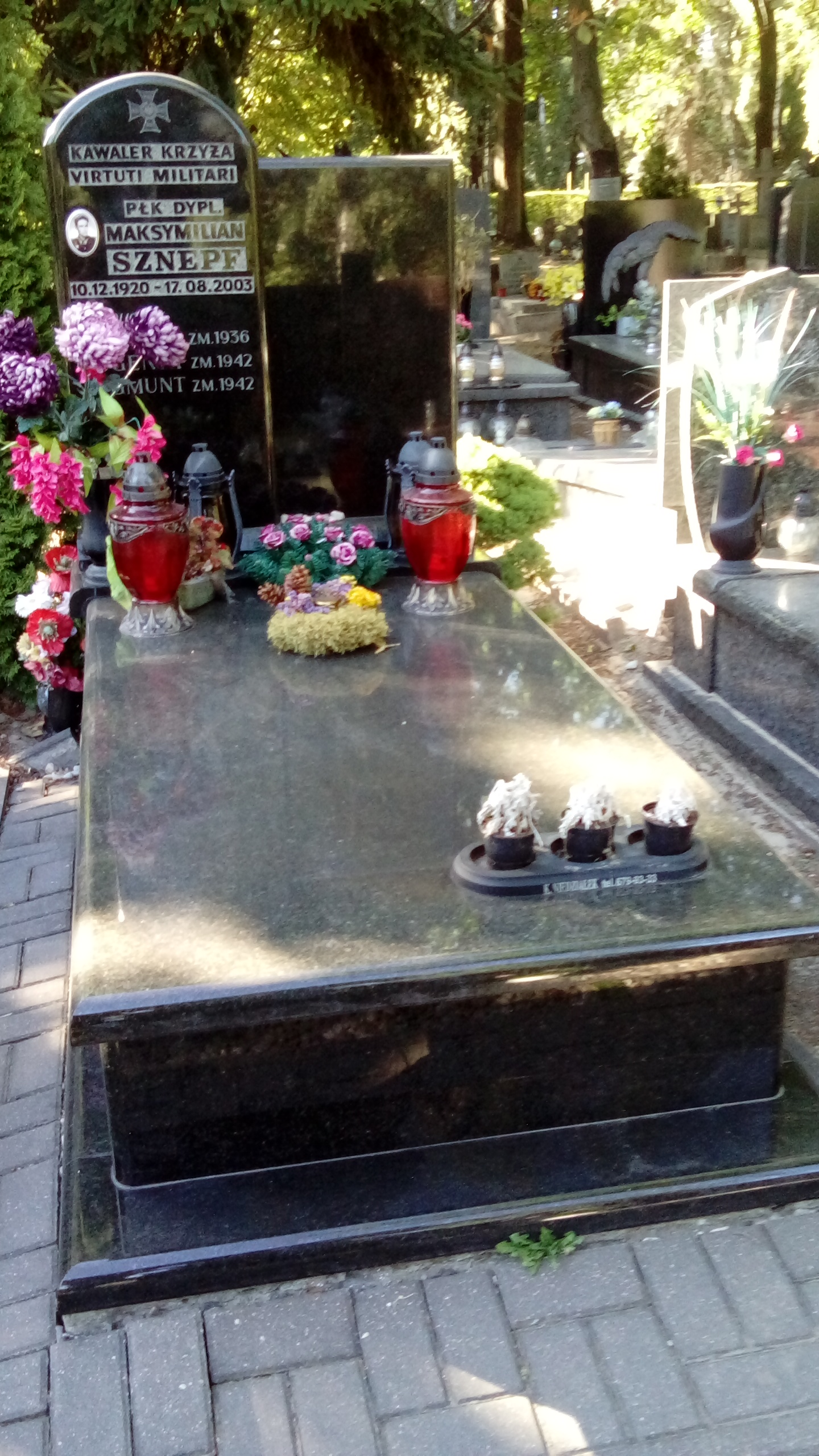
Grób Maksymiliana Sznepfa na cmentarzu wojskowym na Powązkach

Maksymilian Marian Sznepf, właśc. Schnepf (ur. 10 grudnia 1920 w Drohobyczu, zm. 17 sierpnia 2003 w Warszawie) – pułkownik dyplomowany ludowego Wojska Polskiego, jeden z dowódców jednostek biorących udział w „obławie augustowskiej”, nauczyciel akademicki, działacz społeczności żydowskiej w Polsce.

## Życiorys
Urodził się w Drohobyczu w rodzinie żydowskiej, jako syn Szymona Schnepfa (zm. 1936) i Eugenii (Gitli) z domu Kneppel (zm. 1942). Miał starszego brata Zygmunta (1913–1942). Wraz z rodziną zamieszkiwał przy ulicy J. Piłsudskiego 15 w Drohobyczu. Jego ojciec był kupcem oraz działaczem politycznym i społecznym w Drohobyczu. Kształcił się w Państwowym Gimnazjum im. Króla Władysława Jagiełły w Drohobyczu (jego nauczycielem był Bruno Schulz).
W 1940, jako ochotnik, został żołnierzem Armii Czerwonej, a następnie wstąpił do 1 Polskiej Dywizji Piechoty im. Tadeusza Kościuszki, sformowanej w 1943. Brał udział w walkach o Stalingrad, bitwie pod Lenino, walkach o warszawską Pragę, walkach o Warszawę, operacji berlińskiej.
W lipcu 1945 w stopniu porucznika dowodził pododdziałem złożonym z dwóch kompanii w sile ok. 110-160 żołnierzy z 1 Praskiego pułku piechoty, wspierających Armię Czerwoną i NKWD w wymierzonej w polskie podziemie niepodległościowe operacji określonej później mianem „obława augustowska”, której skutkiem było rozbicie oporu partyzantki antykomunistycznej na terenie Suwalszczyzny.
W ludowym Wojsku Polskim służył od 3 czerwca 1946 do 2 września 1950, a następnie od 3 września 1951 do 24 sierpnia 1954 w stopniu podpułkownika pełnił funkcję szefa I Oddziału Zarządu II Sztabu Generalnego Wojska Polskiego. Studia wyższe ukończył na Akademii Sztabu Generalnego uzyskując tytuł magistra. Uzyskał tytuł oficera dyplomowanego.
Należał do Polskiej Zjednoczonej Partii Robotniczej. Był długoletnim kierownikiem Studium Wojskowego na Uniwersytecie Warszawskim. Pełnił funkcję zastępcy dyrektora Żydowskiego Instytutu Historycznego, a także dyrektorem administracyjnym Związku Gmin Wyznaniowych Żydowskich w Warszawie. Działał jako publicysta Towarzystwa Społeczno-Kulturalnego Żydów w Polsce. Do końca życia był pułkownikiem dyplomowanym w stanie spoczynku.
Zmarł 17 sierpnia 2003 w Warszawie. 22 sierpnia 2003 został pochowany na Cmentarzu Wojskowym na Powązkach w Warszawie (kwatera EII-4-4).

## Życie prywatne
Jego żoną została Alicja z domu Szczepaniak, z którą miał synów Ryszarda (ur. 1951, dyplomata) i Zygmunta. Jego wnuczka Zuzanna Schnepf-Kołacz została m.in. wicekonsulem RP w Mediolanie i (podobnie, jak on) zastępcą dyrektora Żydowskiego Instytutu Historycznego.

## Ordery i odznaczenia
- Krzyż Srebrny Orderu Wojennego Virtuti Militari (1945)[21][12]
- Krzyż Kawalerski Orderu Odrodzenia Polski (1961)[21]
- Krzyż Walecznych[21]
- Srebrny Krzyż Zasługi (1947)[22][21]
- Srebrny Medal „Zasłużonym na Polu Chwały”[21]
- Medal za Odrę, Nysę, Bałtyk[21]
- Złota Odznaka honorowa „Za Zasługi dla Warszawy”[21]
- Medal „Za zdobycie Berlina” (ZSRR)[21]
- Medal „Za zwycięstwo nad Niemcami w Wielkiej Wojnie Ojczyźnianej 1941–1945” (ZSRR)[21]
- Medal za pięciolecie[21]